# Prikslee

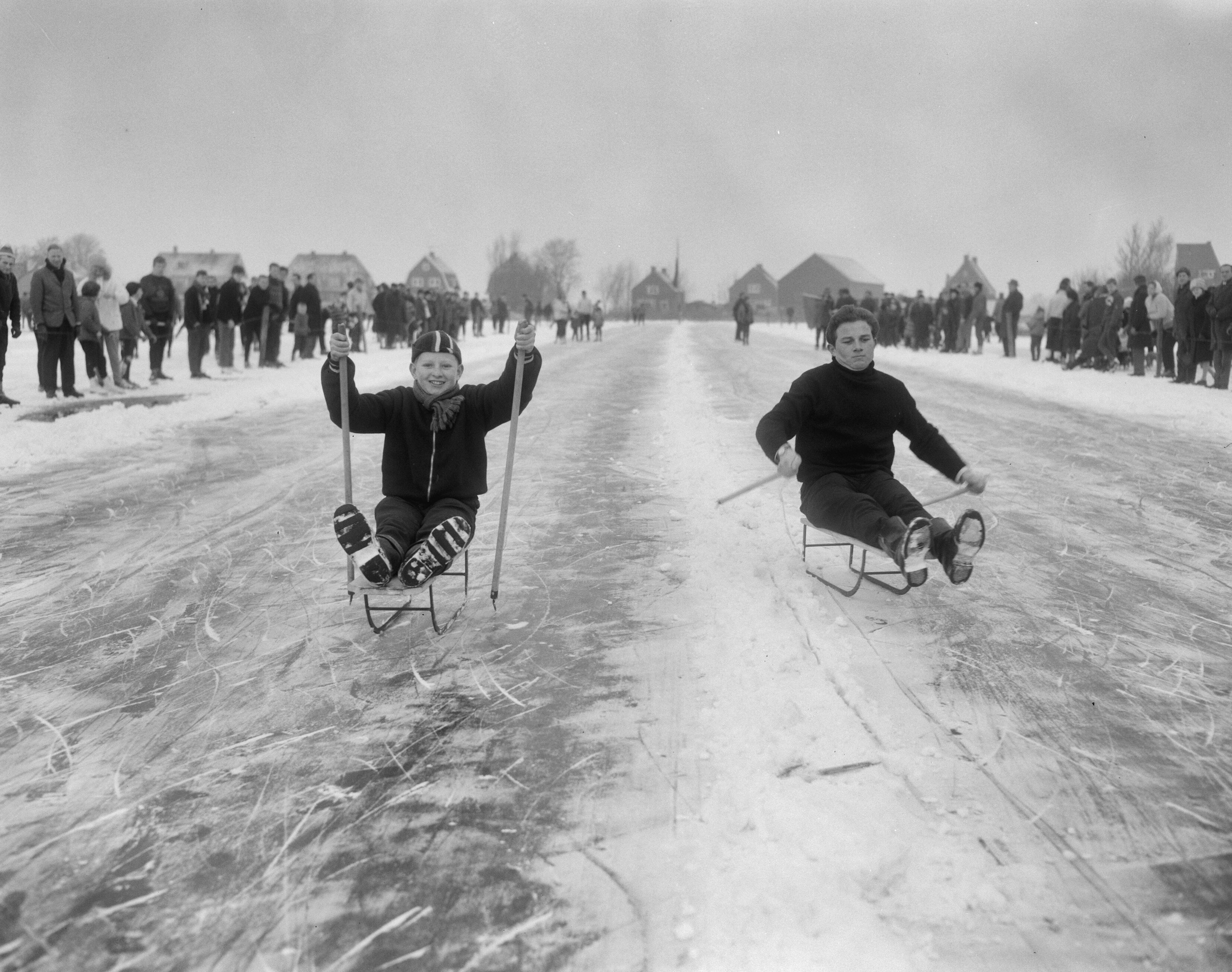
Priksleewedstrijd in 1966

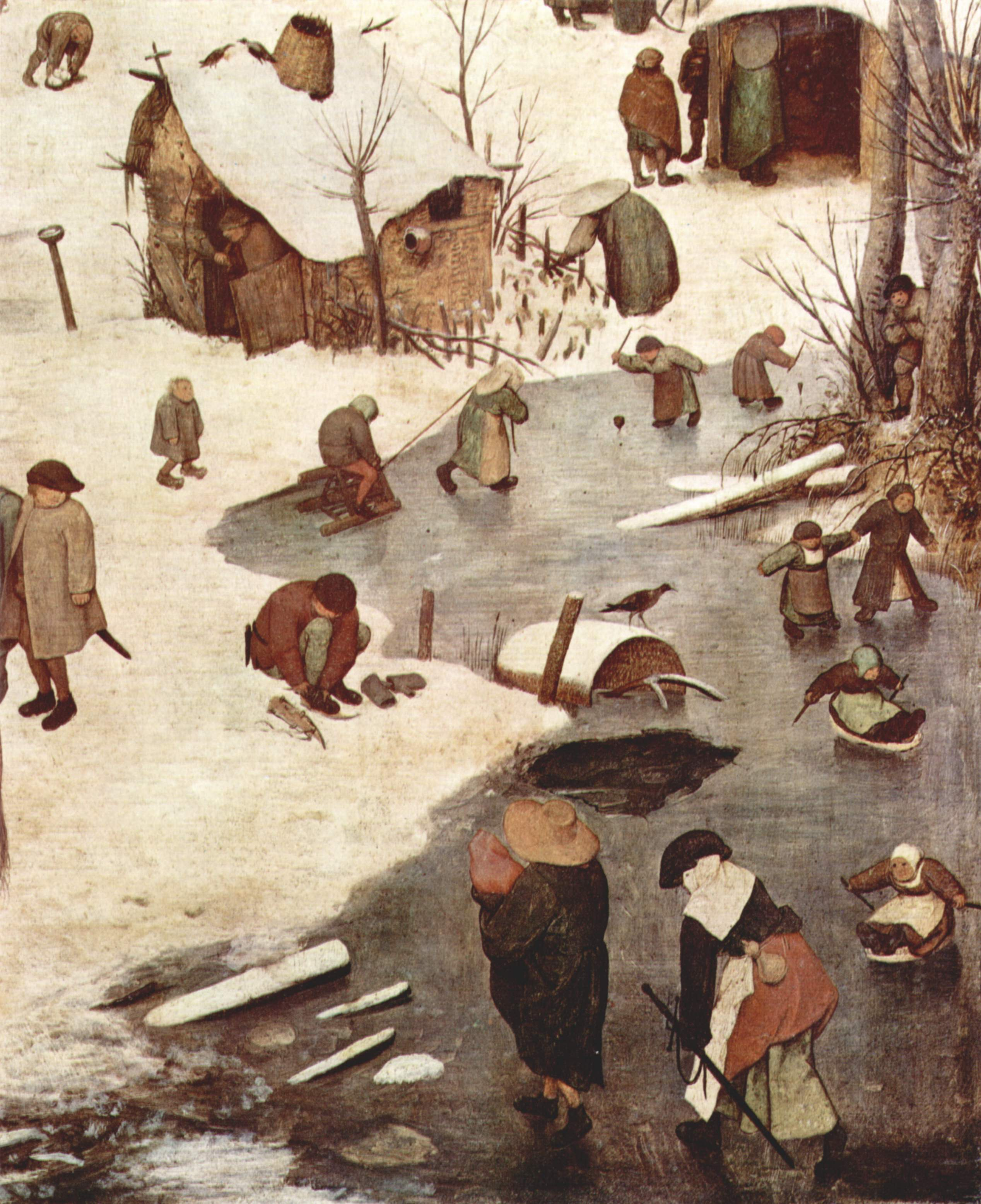
Priksleeënde kinderen op de Volkstelling te Bethlehem (Bruegel, 1566)

Een prikslee is een slee voor op het ijs die de sleeër met stokken moet voortbewegen. Vroeger werden ze gemaakt van hout met fraaie beschilderingen. Tegenwoordig worden ze vaak gemaakt van aluminium of ijzer. Er zijn meerdere soorten sleeën, te weten de zitslee, de knieslee, de stuurslee en de sledgehockeyslee.

## Priksleeën
Priksleeën is een wintersport. Deze sport is al zeven eeuwen oud. De sleeën zijn licht en zeer wendbaar en glijden op schaatsijzers. De sleeën zijn aan te passen aan de persoon. Er is sprake van hoogwaardig en sportief materiaal, waarmee snelheden kunnen worden bereikt die niet onderdoen voor die van goede schaatsers.
In 1980 met de Paralympische winterspelen in het Noorse Geilo werd het priksleeën Paralympisch; na de winterspelen van Nagano 1998 verdween het priksleeën weer van het Paralympische programma. Ondanks dat de sport paralympisch is geweest worden er in Nederland uitsluitend gemengde wedstrijden gehouden, omdat valide en mindervalide sporters bij het priksleeën geheel gelijkwaardig aan elkaar zijn.

### Recreatie- en wedstrijdsport
In landen waar veel geschaatst wordt, hebben sommige ijsclubs naast het schaatsen het ijssleeën op het programma staan. Priksleeën is een recreatiesport, maar ook een wedstrijdsport. Clubs trainen en begeleiden hun leden naar keuze voor beide vormen. Omdat het priksleeën als tak van sport groeit, worden er steeds meer wedstrijden georganiseerd. Dit gebeurt in clubverband, maar ook op regionaal, landelijk en Europees niveau. Sporters met en zonder handicap kunnen deelnemen.

### Wedstrijden
De wedstrijden zijn nog het beste te vergelijken met die van het kortebaanschaatsen. Je moet zo snel mogelijk een bepaalde afstand afleggen op het ijs, bijvoorbeeld de 80 meter. Tijdens de wedstrijden zijn er twee voorrondes en een finale. In de voorrondes starten twee deelnemers; de vier sleeërs met de snelste tijden gaan door naar de finale. In de finale rijden deze vier tegelijkertijd. In Nederlanden worden ook geregeld kampioenschappen gehouden, van oudsher de prikslee-kampioenschappen in Heerenveen en Alkmaar.

### Nederlandse Records 80 meter
| categorie | sleeer         | tijd    | datum         | baan    |
| --------- | -------------- | ------- | ------------- | ------- |
| Mannen    | Bert Kruyer    | 11,32 s | 12 maart 2000 | Alkmaar |
| Vrouwen   | Carla de Jonge | 13,65 s | 11 maart 1995 | Alkmaar |

## Soorten sleeën

### Zitslee
Een zitslee is een slee die zowel voor de sprint als de lange afstand wordt gebruikt. Op een zitslee zit je met de voeten recht vooruit.

### Knieslee
De knieslee wordt vooral gebruikt voor de sprint. Op een knieslee zit je geknield waardoor je meer kracht kunt zetten.

### Stuurslee
De stuurslee lijkt wel wat op de zitslee, maar wordt vooral gebruikt voor de lange afstanden. Je zit hier hetzelfde op als op een zitslee.
Het verschil zit hem in de voetensteun waarbij je met een stuurslee mee kunt sturen.

### Sledgehockeyslee

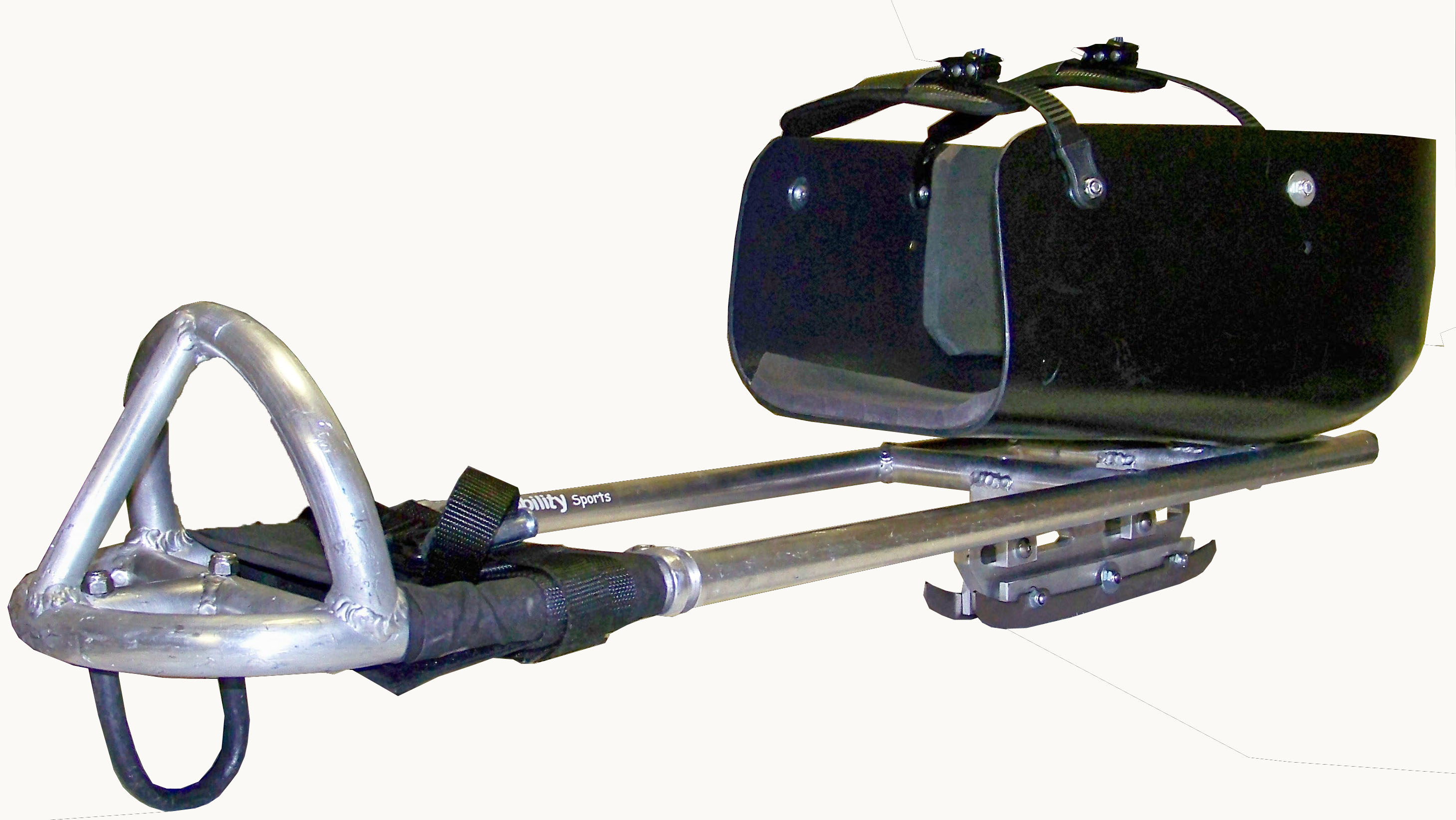
Een prikslee voor sledgehockey.

Dit is een prikslee die voor sledgehockey wordt gebruikt. Het grootste verschil in vergelijking met bovenstaande sleeën is dat de schaatsen onder de slee dichter bij elkaar staan. Ook worden er andere stokken bij deze slee gebruikt.

## Nota bene
Het priksleeën wordt tegenwoordig ook wel ijssleeën genoemd.

### Clubs
- IJsclub SIS Warmenhuizen
- Vereniging Aangepast Sporten Tytsjerksteradiel
- DOV Leeuwarden
- Priksleeclub de Gladde IJzers uit Nieuwe Wetering

### Overig
- NEBASNSG
- Amsterdam Huskies